# Örkény (település)
Örkény város Pest vármegyében, a Dabasi járásban.

## Fekvése
Örkény Pest vármegye déli részén, a Dabasi járás területén fekszik. Távolsága Budapest központjától 53, Kecskeméttől 36 kilométer. Területének egésze a Kiskunsági-homokháton terül el, a népnyelv sívónak nevezi a település talaját alkotó holocén folyami homokot.

### Megközelítése
Örkény legkézenfekvőbb megközelítési útvonala az 5-ös főút, amely végighalad a központján. Keleti határszélét érinti az M5-ös autópálya is, így azon is könnyen elérhető, a sztrádáról az 52-es kilométernél lévő Pusztavacs–Örkény–Albertirsa-csomópontnál kell lehajtani.
A környező települések közül Pusztavacs és Albertirsa felől a 4607-es úton lehet eljutni Örkénybe (ez az út szolgálja ki az autópálya-csomópontot is), Tatárszentgyörgy, Kunszentmiklós és Tass felé pedig az 5205-ös út indul. Dabas Gyón városrészétől az 52 109-es út vezet örkényi területre, Táborfalva lakott területei pedig a 46 113-as úton érhetők el innen.
A hazai vasútvonalak közül Örkényt a Budapest–Kecskemét-vasútvonal érinti, amelynek egy megállási pontja van itt, Örkény vasútállomás; ezt a 4607-es útból kiágazó 46 309-es számú mellékút szolgálja ki.

## Története
A település török hódoltság előtti történetéből csak nagyon kevés nyom maradt fenn. Igen valószínű, hogy az Árpád-korban a Buda és Szeged közötti országút egyik őrhelye volt. Az első konkrét említés 1424-ből származik, amikor Ewrkint Zsigmond király feleségének, Borbálának ajándékozta. 1490-ben Ulászló a Haraszti családnak adományozta, majd több tulajdonosváltás után a Ferenczi család birtokába került. A település vélhetően rögtön a török megszállás elején megsemmisült, lakói Kecskemét és Nagykőrös városaiban kerestek menedéket. A török adminisztráció Örkényt mint jövedelemszerzésre alkalmas pusztát említi 1562-ben. Területét Kecskemét az 1600-as években legeltetés céljára vette bérbe. Az oszmán megszállók kiűzése után a település puszta volt, de a Rákóczi-szabadságharc után már kezdtek beszivárogni az első lakók.
1727-ben jutott a település a Grassalkovich család tulajdonába. A család birtokközpontot kívánt létrehozni a Örkénypusztán, ezért 1783-ban alapítólevelet bocsátott ki és ötven telkeket parcellázott fel a mai Fő utca vonalában a beköltözők számára. A meghirdetett telkekre csaknem egyenlő arányban jelentkeztek német, magyar és szlovák nemzetiségűek. A település katolikus templomának 1791-ben kezdődő anyakönyvében a német (pl. Pekker, Tremen, Trapp, Surman), magyar (pl. Kiss, Katona, Sarray, Farkas, Országh) és szlovák (Malata, Honicsák, Hornyák, Moravecz) eredetű családnevek sorakoznak. A település gazdasági alapját jelentő úri gazdaság 1851-ben a Sina család birtoka lett, 1873-ban pedig a Várady család szerezte meg. A Várady család kihalása után a családba beházasodott Pálóczi Horváth grófi család kezdte meg a község modernizálását és bővítését. Pálóczi Horváth jelentős területeket értékesített a nagybirtokból főként szőlőtelepítés céljára. Ekkor alakultak ki a község északi részén egykor elterült nagy kiterjedésű bikahegyi szőlőskertek.
Sokat segített a környék gazdasági fejlődésének a vasútvonal 1889-es megnyitása. A faluban tevékenykedő Pálóczi Horváth és Fischer családok számos vállalkozást indítottak, amelyek termékeiket a vasút segítségével exportálták. Ekkor épült a település délnyugati határában fekvő Ilona major, egy kisebb téglagyár, malom, szeszgyár, vendéglők, iparos vállalkozások. A vasútállomáshoz a későbbi Pusztavacs és az Ilonamajor irányából is kiterjedt kisvasúti hálózat csatlakozott. Ám a fejlődést lehetővé tevő hatékony nagybirtokért komoly árat fizetett a település. Csak maga Pálóczi Horváth uradalom 10 ezer holdra (57 km²) terjedt ki, ami több mint a fele Örkény korabeli területének, az uradalom mellett további jelentős területeket birtokolt a Fischer-család és az Államkincstár. A föld nélküli parasztságot a nagybirtok csak alacsony bérrel megfizetett szezonmunkára, a termelésbe bekapcsolódni nem tudó, egyre növekvő létszámú társadalmi csoportokat pedig nyomorra kárhoztatta. A nagybirtok jelenlétének egyik sajátos eredménye, hogy míg a környező településeken jelentős számú tanya keletkezett a határban, addig Örkényen környezetében csak nagyon kevés tanyával találkozhatunk. A tanyásodás mindössze a legsilányabb talajadottságokkal bíró területeken, a település akkori peremén (a mai Hernádon és Táborfalván) indulhatott el.

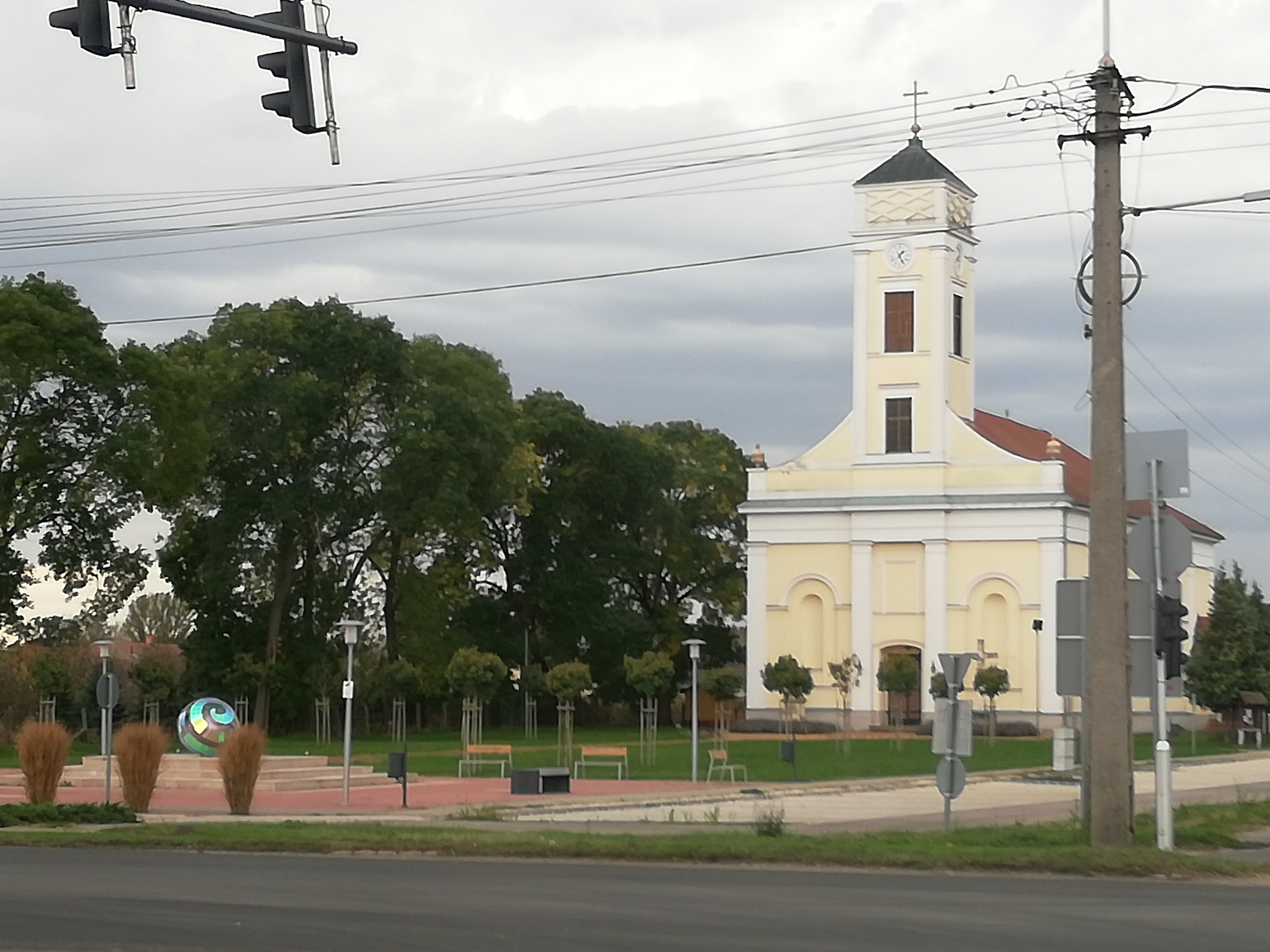
Örkény központja a nemzeti összetartozás emlékművével

Örkényt a mezőgazdasági munkákban nélkülözhető munkaerő magas aránya miatt erősen sújtotta az első világháború, a frontokon kifejezetten sokan haltak meg. 1921-ben a Fő utcán korszerű iskola épült, amelyben 1926-ban gazdaképzés indult. A nagybirtok súlya csak nagyon lassan csökkent, a mezőgazdasági területek majd 50%-ára terjedt ki a második világháború előtt. A községet a második világháború során újabb jelentős emberveszteség érte. 1944 novemberében a német hadsereg a falu házai között állította fel az előrenyomuló szovjeteket megállítani hivatott nehéztüzérséget. November 1-én és 2-án lezajlott csatában a Vörös Hadsereg szerezte meg a település fölött az ellenőrzést, majd a települést a Budapest ostromához szükséges támaszpontként használta. Örkényen a város ostromának végéig katonai kórházak, lábadozók, karbantartóhelyek működtek. 1945 februárjában megalakult a falu földosztó bizottsága, az régi nagybirtokokat pedig szétosztották a 400 igénylő között.

## Közélete

### Polgármesterei
| 1990–'94      | 1994–'98      | 1998–'02      | 2002–'06      | 2006–'10      | 2010–'14      | 2014–'19      | 2019–'24       | 2024–        |
| ------------- | ------------- | ------------- | ------------- | ------------- | ------------- | ------------- | -------------- | ------------ |
| Kovács István | Kovács István | Kovács István | Kovács István | Kovács István | Kovács István | Kovács István | Kulcsár István | Malata Zsolt |
|               |               |               |               |               |               |               |                |              |
| –             | –             | –             | MSZP          | MSZP          | MSZP          | –             | –              | Fidesz-KDNP  |
|               |               |               |               |               |               |               |                |              |

- 1990–1994: Kovács István (független)[3]
- 1994–1998: Kovács István (független)[4]
- 1998–2002: Kovács István (független)[5]
- 2002–2006: Kovács István (MSZP)[6]
- 2006–2010: Kovács István (MSZP)[7]
- 2010–2014: Kovács István (MSZP)[8]
- 2014–2019: Kovács István (független)[9]
- 2019–2024: Kulcsár István (független)[10]
- 2024– : Malata Zsolt (Fidesz-KDNP)[1]

## Népessége
A település népességének változása:
| Lakosok száma | 4836 | 4851 | 4753 | 4965 | 4779 | 4870 | 4842 |
|               | 2013 | 2014 | 2018 | 2021 | 2022 | 2023 | 2024 |

A 2011-es népszámlálás során a lakosok 88%-a magyarnak, 20,2% cigánynak, 0,5% románnak mondta magát (11,8% nem nyilatkozott; a kettős identitások miatt a végösszeg nagyobb lehet 100%-nál). A vallási megoszlás a következő volt: római katolikus 41%, református 6,1%, evangélikus 0,4%, görögkatolikus 0,3%, felekezeten kívüli 32,3% (17,8% nem nyilatkozott).
2022-ben a lakosság 89%-a vallotta magát magyarnak, 13,4% cigánynak, 0,4% németnek, 0,4% románnak, 0,2% ukránnak, 0,1-0,1% lengyelnek, görögnek, bolgárnak, szlováknak, szlovénnek és szerbnek, 1,6% egyéb, nem hazai nemzetiségűnek (10,8% nem nyilatkozott; a kettős identitások miatt a végösszeg nagyobb lehet 100%-nál). Vallásuk szerint 28,2% volt római katolikus, 6,4% református, 0,6% görög katolikus, 0,3% evangélikus, 2,5% egyéb keresztény, 1% egyéb katolikus, 24,4% felekezeten kívüli (36,5% nem válaszolt).

## Híres emberek
- Itt született Gömöry József tanár, evangélikus lelkész, a dobsinai és dél-szepesi német kultúra jeles kutatója 1917. augusztus 23-án.
- A helyi Cziffra György alapfokú művészeti iskolában tanított Csík János (zenész) (1964-ben született)
- Itt szolgált két évtizeden át Pap László (református lelkész, 1937–1999)
- Itt szolgált Regőczi István római katolikus pap (1915-ben született)
- Itt is működött Némethy Bertalan katonatiszt, világhírű lovasedző, szakíró (1911-ben született)

## Nevezetességei
Örkény természeti látványosságai közé tartozik a város nyugati határában elterülő katonai lőtér borókás-nyáras társulása. A Göbölyjárás néven ismert területet a 18. századig legelőként használták. A túllegeltetés következtében azonban annyira tönkrement, hogy területén megindult a homokdűnék vándorlása. Az 1784-es első katonai felmérés során Göbölyjárás deserte (puszta) besorolást kapott. A tönkrement területet II. József idején kezdték katonai lőgyakorlatok céljára használni. A legeltetés megszűnt és elkezdődött a növényzet záródása. Azóta a területen folyamatosan regenerálódott a homokpusztai növényzet, ma is jól megfigyelhetők a pusztai gyep, a borókás-nyáras és a homoki tölgyes társulások koncentrikus foltjai.
A város külterületén, Bikahegy tanyacsoport mellett találhatók a magyarországi tatárjárás után egy kunhalom köré épített földvár maradványai. Az 5-ös főút mellett található a Pálóczi Horváth-kastély, amely jelenleg a város művelődési házaként működik. 1888-ban jelent meg Örkényen a református nemes, a vállalkozó kedvű Pálóczi Horváth István, aki a téglagyár, a református templom, tanyasi iskolák és a máig működő mezőgazdasági szakközépiskola mellett megépíttette a ma is látható kastélyt. Pálóczi Horváth István nevét és alakját a szakközépiskola és a református templom parkjában található mellszobor őrzi. A település másik jelentős építészeti emléke a Fischer-kúria, amely napjainkban a településen működő festékgyár adminisztrációját szolgálja.
Örkény falumúzeuma egy 1845-ben épült parasztházban tekinthető meg az Arany János utca 46. alatt. A város határában helyezkedik el az EuroRing névre keresztelt autós és motoros versenypálya.